# Біопанк
Біопанк — це піджанр наукової фантастики, який об'єднує елементи біології, біотехнології, біоінженерії та біоетики у свою «панк» історію. Цей термін є похідним від кіберпанку, ще одного піджанру наукової фантастики.
Також терміном називають субкультуру людей, які виступають за відкритий доступ до генетичної інформації.

## Біохакінґ
Біохакер — це біопанк-любитель, який експериментує з ДНК та іншими аспектами генетики. Біохакерство схоже на комп'ютере хакерство, яке створює і модифікує програмне забезпечення або комп'ютерну техніку як хобі, але не слід плутати з біотерористичною діяльністю, чия єдина мета полягає в навмисному вивільненні вірусів, бактерій, або інших мікроорганізмів, що призводять до хвороби або смерті у людей, тварин, або рослин (так само, комп'ютерного хакера не слід плутати з більш популярним, але помилковим, використанням терміна, що описує осіб, які поширюють комп'ютерні віруси або що використовує комп'ютерні системи у зловмисних цілях).
Пет Муні, виконавчий директор ETC Group, є критиком біохакінгу, який стверджує, що в найближчому майбутньому використовуючи ноутбук та опубліковану інформацію про ДНК, можливо створити синтетичну ДНК та за наявності потенціалу побудувати гени або цілі геноми з нуля (у тому числі смертельні патогени). Він попереджає, що джерелом небезпеки може бути викликана не тільки біотероризмом, але й «біо-помилка».

## Рух
Рух біопанк — це невеликий інтелектуальний і культурний рух, який охоплює усе більше число вчених, художників і культурних критиків, які організуються в цілях підвищення поінформованості громадськості про те, як геномна інформація виробляється за допомогою біоінформатики. На підставі передбачуваної паралелі між генетичним і обчислювальним кодом, наукова журналістка Аннелі Невітц закликала до відкритого пошуку у геномних базах даних і заявила, що треба «Звільнити генетичні дані!» — це є гаслом біопанків. Biological Innovation for Open Society — це приклад з відкриття вихідного коду, ініціативи в біотехнологіях з метою застосування відкритої ліцензії для біологічних інновацій.
Один «трансгенний художник» Едуардо Кац використовує біотехнології та генетику для створення твору, як і для використання і критики наукових методів. У одній зі своїх робіт, Alba, Кац співпрацював з французькою лабораторією, у якій можна придбати зеленого флуоресцентного кролика: кролика, у якого інтегрований з ген зеленого флуоресцентного білку від виду медуз для того, щоб кролик флуоресціював зеленим кольором під ультрафіолетовим світлом. Члени Critical Art Ensemble писали книги і влаштували  перформанси в ЗМІ навколо цього питання, в тому числі машини плоті (з акцентом на екстракорпоральне запліднення, нагляд за тілом, і ліберальну євгеніку) і Культу Нового переддня (для того, щоб проаналізувати, як за їх словами «Наука є інститутом влади щодо виробництва знань, і прагне замінити цю певну соціальну функцію звичного християнства на Заході"), автори в Biotech Hobbyist Magazine багато писали про це.
Біолог, автор спекулятивної фантастики, що себе називає біопанком, Мередіт Л. Паттерсон відома своїми роботами на йогуртових бактеріях в товаристві DIYbio, а також є автором книги „Маніфест біопанку“, яку вона представила на UCLA — Центральному симпозіумі для суспільства і генетики, „Біологія поза законом? Участь громадськості в епоху Великого Біо“. Цей маніфест написаний за зразком „Маніфесту шифропанку“ Еріка Хьюза, в якому говориться, про цілі шифропанку. Вплив шифропанку (похідної кіберпанку у біопанк-субкультурі) на співтовариства біопанків не закінчується; чоловік Паттерсон і давній соратник Лен Сассаман був сучасником руху шифропанка Хьюза. Паттерсон і Сассаман працювали разом по ряду біохакінг-проєктах і значною мірою сприяли узаконенню громадської науки, як з моральних, так і з практичних міркувань.
Рух біопанків і політичний дисидентський рух схожі в тій мірі, що їх члени можуть бути піддані арешту і судовому переслідуванню за роботу з нешкідливими мікробами. Прикладом є „Artivist“ Стів Курц, звинувачення проти якого були засуджені критиками як політичні репресії. Критики стверджують, що уряд США використовував Патріотичний акт, щоб залякати творчих працівників та інших осіб, які використовують своє мистецтво для критики суспільства.

### Наукова фантастика
Біопанк фантастика — це піджанр кіберпанку, який фокусується на ближньому майбутньому та ненавмисних наслідках в  біотехнологічній революції після відкриття рекомбінантної ДНК. Біопанк-історії вивчають боротьбу окремих осіб або груп, які часто є продуктом людського експериментування, на тлі тоталітарного уряду і мегакорпорацій , що зловживають біотехнологіями, як засобами  контролю над суспільством і спекуляції. На відміну від кіберпанку, жанр побудований не на інформаційних технологіях, а на синтетичній біології. Як і в посткіберпанковій фантастиці, люди, як правило, змінені і сильніші не механічними засобами, а завдяки генетичним маніпуляціям. Загальною рисою біопанк-фантастики є „чорна клініка“, що являє собою лабораторію, поліклініку, чи лікарню, яка виконує незаконні, нерегульовані, або етично-сумнівні біологічні модифікації та генно-інженерні процедури. Багато рис біопанк-фантастики мають своє походження від Вільяма Гібсона „Нейромант“, одного з перших романів у жанрі кіберпанк.
Один з видатних письменників у цій галузі — це Пол ді Філіппо, хоча він назвав свою збірку таких оповідань рібофанк, суміш рибосоми» і «фанку». У RIBOFUNK: Маніфест, Ді Філіппо написав:
Чому Рібо?
Коли народилася кіберпанкова наукова фантастика, кібернетика була мертвою наукою, глухим кутом без живих практиків. Крім того, префікс «кібер» був непоправно принижений через надмірне використання на шляху від коміксів і до поганих фільмів. Тепер цей тег у суспільній свідомості означає не що інше, як комп’ютерний злом і химерних кіборгів, таких як Робокоп. І справжні тексти Вайнера не дають достатньо плідних метафор для побудови систематичного світогляду.
Чому Фанк?
Коли народилася кіберпанкова наукова фантастика, панк був мертвою музикою, глухим кутом, хоча і з живими практиками, які просто не отримали повідомлення. Нігілістичний, хіліастичний світогляд музики завершився у вже її єдино можливому кінці: самознищенні.
Чим буде Рібофанк потім? 

Ribofunk — це спекулятивна вигадка, яка визнає, спирається на тезу та ілюструє тезу, що наступна революція — єдина, яка справді має значення — відбудеться в галузі біології. Перефразовуючи Поупа, ribofunk стверджує, що: «Правильне вивчення людства — це життя». Забудьте про фізику та хімію; вони є лише інструментами для дослідження живої матерії. комп'ютери? Просто симулятори та засоби моделювання для життя. Клітина - король!
Ді Філіппо стверджує, що попередники фантастики рібофанку включають в себе: Острів доктора Моро Г. Уеллса ; The Tissue-Culture King Джуліан Хакслі; деякі з твори Келлера , Природний Стан та інші оповідання Найта Деймона; Торговці космосом Фредеріка Пола і Сиріла Корнбласа; романи Т. Дж. Басса і Джона Варлі; Кровава музика Грега Біра і Шизматриця Брюса Стерлінга.

### Книги
- Ribofunk — Пол Ді Філіппо[3][26]
- The Movement of Mountains і The Brains of Rats — Майкл Блюмляйн[en][27]
- Clade і Crache — Марк Будз[en][28]
- White Devils — Пол Д. Макоулі[29][30]
- Xenogenesis з трилогії Октавії Батлер[4]
- Заведена дівчина — Паоло Бачигалупі[31]

### Кіно і телебачення
- Гаттака (1997)[32]
- Темний ангел (2000)[33]
- Geneshaft (2001)[34]
- Ріпо! Генетична опера (2008)

### Комікси і манга
- Doktor Sleepless комікс Воррена Елліса[en] [35]
- Fluorescent Black[en]за М. Ф. Вілсона і Натана Фокса[36]
- Франкен Фран — манґа, намальована манґакою під псевдонімом «Кацухіса Кіґіцу».

### Відеоігри
- Evolva[en] розроблена Computer Artworks Ltd. і опублікована Interplay Entertainment
- BioShock розроблена Irrational Games і опублікована 2K Games.
- Resident Evil розроблена та опублікована Capcom.
- Prototype розроблена Radical Entertainment і опублікована Activision.

## Додаткова література
- Schmeink Lars (28 листопада 2019). Biopunk. The Routledge Companion to Cyberpunk Culture (англ.) London; New York: 2020. Routledge. с. 73–80. ISBN 978-1-351-13988-5. doi:10.4324/9781351139885-10.